# شهرستان قزل‌رباط
شهرستان قزل‌رُباط (قیزیل‌آروات) (به ترکمنی:‌ Gyzylarbat Etraby، قیٛزیٛل‌آرباط اطرابیٛ) یکی از شهرستان‌های ولایت بلخان کشور ترکمنستان است.
منطقه قزل‌رباط همان منطقه قدیمی فراوه ایران است. نام شهرستان قزل‌رباط در سال ۱۹۹۹ میلادی به شهرستان سردار (به ترکمنی:‌ Serdar etraby، سردار اطرابیٛ) تغییر کرد. مجلس ترکمنستان در ۹ نوامبر ۲۰۲۲، نام شهرستان را به نام سابق خود، قزل‌رباط، برگرداند.
مرکز این شهرستان شهر قزل‌رباط است. تا پیش از ۹ نوامبر ۲۰۲۲، نام شهر قزل‌رباط نیز سردار بود. همین‌طور تا پیش از این تاریخ، شهر قزل‌رباط (سردار)، مستقل از این شهرستان و مستقیما تابع ولایت بلخان بود. در ۹ نوامبر ۲۰۲۲، علاوه بر تغییر رسمی نام شهر، این شهر رسما به تابعیت شهرستان قزل‌رباط نیز در آمد.

## تقسیمات اداری
شهرستان قزل‌رباط شامل یک شهر، یک شهرک، و هفت شورای روستایی می‌باشد.
- شهرها (şäherler / شأهرلر)
  - قزل‌رباط (Gyzylarbat / قیٛزیٛل‌آرباط)

- شهرک‌ها (şäherçeler / شأهرچه‌لر)
  - جان‌آخر (Janahyr / جان‌آخیٛر)

- شوراهای روستایی (oba geňeşlikleri / اوْبا گنگشلیکلری)
  - آرقاچ (Arkaç / آرقاچ)
    - آرقاچ (Arkaç / آرقاچ)
    - ایلغین‌لی (Ýylgynly / ییٛلغیٛن‌لیٛ)
    - توت‌لی (Tutly / توُت‌لیٛ)
    - چرکس‌لی (Çerkezli / چرکزلی)
    - قره‌بغاز (Garabogaz / قارابوْغاز)
    - مله‌قوچ (Melegoç / مله‌قوْچ)
    - یالقیم (Ýalkym / یالقیٛم)

  - پرنوار (Purnuwar / پوُرنوُوار)
    - پرنوار (Purnuwar / پوُرنوُوار)

  - حصار (Hasar / حاصار)
    - بنداَسن (بندحسن) (Bendesen / بنداسن)
    - ‌ ججیرس (Jejirs / ججیرس)
    - چغور (Çukur / چوُقوُر)

  - خواجه‌قلعه (Hojagala / حوْجاقالا) 
    - خواجه‌قلعه (Hojagala / حوْجاقالا)

  - دولت‌محمد آزادی (Döwletmämmet Azady adyndaky / دؤولت‌مأمّت آزادیٛ آدیٛنداقیٛ) 
    - حصار (Hasar / حاصار)
    - دولت‌محمد آزادی (Döwletmämmet Azady adyndaky / دؤولت‌مأمّت آزادیٛ آدیٛنداقیٛ)
    - شادلیق (Şatlyk / شاتلیٛق)
    - صرف (Sarp / صارپ)
    - یاشلیق (Ýaşlyk / یاشلیٛق)

  - فراوه (Paraw / پاراو)
    - ایستگاه جان‌آخر (Janahyr bekedi / جان‌آخیٛر بکه‌دی)
    - فراوه (Paraw / پاراو)

  - قوچ (Goç / قوْچ)
    - ایستگاه زاو (Zaw bekedi / زاو بکه‌دی)
    - ‌ ایستگاه قوچ (Goç bekedi / قوْچ بکه‌دی)
    - زاو (Zaw / زاو)
    - فراغت (Parahat / پاراحات)
    - قوچ (Goç / قوْچ)